# Calliostoma jeanneae
Calliostoma jeanneae är en snäckart som beskrevs av Clench och Turner 1960. Calliostoma jeanneae ingår i släktet Calliostoma och familjen Calliostomatidae. Inga underarter finns listade i Catalogue of Life.